# Монфорт Хајтс (Охајо)
Монфорт Хајтс (енгл. Monfort Heights) насељено је место без административног статуса у америчкој савезној држави Охајо.

## Демографија
По попису из 2010. године број становника је 11.948.
| Група             | 2000.    | 2010.          |
| Белци             | 0 (0,0%) | 10.694 (89,5%) |
| Афроамериканци    | 0 (0,0%) | 787 (6,6%)     |
| Азијати           | 0 (0,0%) | 155 (1,3%)     |
| Хиспаноамериканци | 0 (0,0%) | 106 (0,9%)     |
| Укупно            | 0        | 11.948         |